# スペクテイター (1999年創刊の雑誌)
『Spectator』（スペクテイター）は、有限会社エディトリアル・デパートメントが発行するカルチャー雑誌。B5判変型。年3回刊。赤田祐一編集。

## 概要
『BARFOUT!』で主に音楽以外の記事を担当していた青野利光によって1999年9月25日に創刊。
食文化、生活、環境、旅行、人物、外国、小商い、禅、漫画、雑誌などの多様多種なテーマを取り扱うオルタナティヴ雑誌で往年の『別冊宝島』と同じくワンテーマに対して丸々一冊を使って深く掘り下げる充実した編集内容が特徴的である。

## 特集一覧
- 1号「オルタ・ライフ―新しい価値観 新しい生活」
- 2号「エクストリーム・ジェネレーション」
- 3号「個人旅行って何だ?」
- 4号「LIVE IN TOKYO」
- 5号「HIGH LIFE ハイライフでいこう!」
- 6号「LOVE AND PEACE」
- 7号「放浪旅のススメ」
- 8号「NOW HERE」
- 9号「音楽とエロの穴」
- 10号「TRIP!!」
- 11号「FREE」
- 12号「レベルミュージック　ジャンボリー」
- 13号「アラスカ」
- 14号「ENTER THE INDIA インドへの道」
- 15号「メキシコ」
- 16号「MOUNTAIN HIGH LIFE」
- 17号「日本放浪旅 -VAGABONDING IN JAPAN-」
- 18号「日本列島オランダ化計画」
- 19号「ホールパシフィックノースウエストライフカタログ」
- 20号「十周年記念号 Back-to-the-Land Japan」
- 21号「From Oregon with DIY」
- 22号「WORKING! 再考・就職しないで生きるには」
- 23号「台湾縦断 自転車紀行／再考・就職しないで生きるには」
- 24号「これからの日本について語ろう」
- 25号「これからのコミュニティ」
- 26号「OUTSIDE JOURNAL 2012・山とサブカルチャー」
- 27号「小商い」
- 28号「野生のレッスン」
- 29号「ホール・アース・カタログ〈前篇〉」
- 30号「ホール・アース・カタログ〈後篇〉」
- 31号「禅とサブカルチャー」
- 32号「ボディトリップ」
- 33号「クリエイティブ文章術」
- 34号「ポートランドの小商い」
- 35号「発酵のひみつ」
- 36号「コペ転」
- 37号「北山耕平」
- 38号「赤塚不二夫」
- 39号「パンクマガジン『Jam』の神話」
- 40号「カレー・カルチャー」
- 41号「つげ義春」
- 42号「新しい食堂」
- 43号「わび・さび」
- 44号「ヒッピーの教科書」
- 45号「日本のヒッピー・ムーヴメント」
- 46号「秋山道男 編集の発明家」
- 47号「土のがっこう」
- 48号「パソコンとヒッピー」

## 漫画・単行本
- ヒッピーの教科書（原作：赤田祐一、作画：関根美有）
- パソコンとヒッピー（原作：赤田祐一、作画：関根美有）

## スタッフ
- 青野利光 - 編集長
- 赤田祐一 - 編集部員
- 片岡典幸 - 営業担当

## 関連人物
- 北山耕平 - 雑誌『ワンダーランド』『宝島』『別冊宝島』『POPEYE』『写楽』元編集者。本誌は北山による影響を大きく受けている（37号では丸一冊使って北山を特集した）。
- 桜井通開